# Qu'est-ce pour nous, mon cœur
« Qu'est-ce pour nous, mon cœur… », est le nom par lequel on désigne communément un poème sans titre d'Arthur Rimbaud, composé en 1872. Il a été publié pour la première fois le 7 juin 1886 dans la revue de Gustave Kahn La Vogue.
Considéré comme un des textes majeurs de Rimbaud, ce poème, qui appartient thématiquement au cycle des poèmes révolutionnaires liés à la Commune, et chronologiquement à l'ensemble nommé a posteriori Derniers vers ou Vers nouveaux et chansons, a suscité quelques études historiques approfondies en raison de ses audaces métriques. Jacques Roubaud, le premier, a attiré l'attention sur la révolution du vers qu'orchestrait ce poème et y a vu notamment le moment où l'histoire de l'alexandrin français rencontre la « catastrophe » qui « commence une période « tourbillonnaire » destinée à se prolonger très avant dans le XXe siècle ». Avec une méthode d'analyse métrique plus pertinente[réf. nécessaire] que celle de l'initiateur Jacques Roubaud, Benoît de Cornulier a prolongé l'effort critique, publiant une étude sur ce poème en 1992 dans la revue Studi francesi. Son étude montre la valeur métrique révolutionnaire de ce poème, en adoptant une approche littérale qui permet de rendre compte des atermoiements successifs d'un lecteur habitué à une versification traditionnelle. Au-delà du plan métrique, Benoît de Cornulier a montré que ce texte apparemment incohérent articulait un dialogue entre les deux voix du « cœur » et de « l'esprit » du poète. Il a enfin émis une hypothèse audacieuse quant à la dernière ligne de ce poème.

## Alexandrins des vers seconde manière de Rimbaud
Les poèmes « Qu'est-ce pour nous, mon cœur… » et « Mémoire » (ou « Famille maudite » selon le titre d'une version antérieure révélée en 2004) sont les deux seuls poèmes en alexandrins parmi ceux qui furent publiés dans le dossier des Illuminations entre 1886 et 1895, et qui ont été par la suite classés dans un ensemble intitulé Derniers vers ou Vers nouveaux et chansons, selon les éditions, constitué majoritairement de poèmes composés en 1872. Cet ensemble de vers « seconde manière » (pour répondre à la formulation de Verlaine de « vers première manière ») contient également un unique alexandrin sans irrégularité de césure en clausule du poème « Bonne pensée du matin ». En revanche, les deux poèmes cités ci-dessus chahutent la structure de l'alexandrin à la césure, mais selon des moyens différents. « Qu'est-ce pour nous, mon cœur… » privilégie les césures lyriques, considérées fautives depuis le seizième siècle et qu'on connaît essentiellement par la large diffusion de François Villon ; « Mémoire » privilégie trois césures à l'italienne sur des mots brefs « sau-les », « sau-tent », « ombe-lles », phénomène rare de la poésie française médiévale. Normale, voire naturelle dans la plupart des autres langues, la césure à l'italienne est proscrite en poésie française depuis le seizième siècle. Enfin, le poème « Mémoire » est tout en rimes féminines, tandis que le poème « Qu'est-ce pour nous, mon cœur… » est tout en rimes masculines, excepté pour deux paires de rimes autour du mot « frères ».
Ces deux poèmes seraient les premiers poèmes de douze syllabes publiés à ne pas avoir de césure régulière. Une lecture forcée en alexandrins reste possible, surtout pour « Mémoire », et importe à la compréhension d'effets de sens dans « Qu'est-ce pour nous, mon cœur… »[précision nécessaire].

## Une lecture communarde moins simple qu'il n'y paraît
Le poème, composé en quatrains de dodécasyllabes, se présente comme un dialogue engagé par le poète (ou son « Esprit ») avec son « Cœur ». Dans les cinq premiers vers, l'Esprit demande au Cœur quelle importance donner à une rage de destruction et de vengeance et déclare que pour sa part cela n'en vaut pas la peine. Le Cœur réplique par l'expression d'un désir de vengeance complète et par un appel à des destructions plus radicales encore. Le discours parle d'une conquête qui s'effectuerait à l'instant même, comme en témoigne la valeur accomplie du vers suivant : « Notre marche vengeresse a tout occupé ». Selon B. de Cornulier, il ne s'agit pas du siège vécu par les communards, mais d'une revanche postérieure à la Commune, qui se joue au plan planétaire et qui, sans être nihiliste, engage la fin des élites et des enrégimentements des peuples au profit de la République universelle. L'Esprit réplique que cette passion n'aura pas une sanction positive, mais que la Terre va réagir par l'explosion des volcans. La vision de ce futur catastrophique précipite de nouvelles réactions de l'Esprit qui se sent de plus en plus en fraternité avec les « noirs inconnus » qui ont contribué à la destruction de l'ordre ancien. Mais il est bientôt rattrapé par l'actualisation de sa vision. La terre s'écroule sur lui tandis qu'il continue d'affirmer sa solidarité avec ses frères en pensée. Le poème se termine de manière énigmatique par un vers isolé ne comptant pas un nombre exact de syllabes par rapport aux précédents : « Ce n'est rien ! J'y suis ! J'y suis toujours ! » (v. 25).

## Une offensive méthodique contre l'alexandrin
Jacques Roubaud a fait observer que ce poème, « parole de destruction, imprécation utopique, est en même temps poème premier d'une autre destruction, la destruction métrique ». En effet, « pour la première fois, certaines caractéristiques essentielles du vers alexandrin s'y trouvent massivement niées. »
Le premier vers, pourtant, est constitué d'un alexandrin tout à fait classique de 6+6 syllabes (« Qu'est-ce pour nous, mon cœur / que les nappes de sang ») qui, associé à la fiction rhétorique du dialogue de l'Esprit et du Cœur, annonce un poème de facture conventionnellement classique ou romantique. Dans la suite de ce premier quatrain, le vocabulaire (« Aquilon », « encor ») est encore un témoin « du langage néo-classique ». 
Toutefois, dès le second vers, l'ordonnancement de l'alexandrin est mis à mal : « Et de braise, et mille meurtres, et les longs cris » ne peut en effet ni se découper en 6+6, ni en 4+8, ni en 8+4, chacune des positions charnières étant occupée par un élément prohibé par la métrique traditionnelle. Il s'agit ou bien d'une conjonction (« et »), ou bien d'un e instable (« mille », « meurtres »). Si l'on excepte, dans un tout autre contexte, le cas de la césure lyrique, cette configuration est inédite jusqu'alors dans la poésie française. Pour un contemporain de Rimbaud, explique Michel Murat, un tel vers « ne pouvait qu'être illisible — anti-métrique ou amétrique ».
La suite du poème poursuit sur la voie de cette transgression métrique, qui s'attaque essentiellement à la sixième syllabe des vers. S'il conserve des vers de douze syllabes, Rimbaud, par divers procédés, fait en sorte qu'il n'y ait plus de césure évidente à l'alexandrin. Autrement dit, si le nombre ainsi que la rime sont conservés, ils ne sont plus que « supports vides, squelettes dés à coudre privés de rythme ». On peut aller jusqu'à dire que, non seulement certains vers sont construits de façon à ne plus être perçus comme des alexandrins, mais que même leur identification comme vers devient problématique.  
Ainsi, selon Jacques Roubaud, le poème de Rimbaud, appelant à la destruction de l'ordre social qui vient de se rétablir sur les ruines de la Commune, invite par la destruction métrique méthodique de sa composition à poser l'équation : «  alexandrin = ordre social ».

## La dernière ligne du poème
Le poème de Rimbaud se termine par les mots : « Ce n'est rien ! J'y suis ! J'y suis toujours ! », qui ont intrigué la critique non seulement quant à leur signification, mais également quant à la forme de leur apparition. Ce vers, si toutefois c'en est un, ne compte que neuf syllabes, soit un mètre différent de celui des précédents, et très rare dans l'œuvre de Rimbaud. La question se pose alors de savoir s'il s'agit d'un « alexandrin de neuf syllabes » comme l'appelle paradoxalement Jacques Roubaud, ou bien d'un non-vers (ou d'un vers inachévé) comme l'évoque le métricien Benoît de Cornulier.
Benoît de Cornulier a émis l'hypothèse d'un dernier vers volontairement non achevé, du fait de la mort du locuteur sur lequel la terre s'écroule. Favorable à cette idée, Steve Murphy a étudié le manuscrit autographe récemment rendu public et montré que cette dernière ligne de neuf syllabes a le même émargement que les vers précédents, ce qui exclut l'idée d'une phrase en prose et prouve qu'il s'agit bien d'un vers. Il s'agirait d'un vers inachevé, mais cet inachèvement serait en quelque sorte intra-diégétique. Nous aurions un début de vers et un début de quatrain, mais le poète se serait interdit une interruption trop brusque de la parole, préférant une clausule ironique : le locuteur a le temps de dire qu'il est toujours en train d'occuper le terrain malgré le danger, avant de disparaître.

## Analyse des vers déviants[20]
- Liste des F6 à voyelle féminine « 6e », autrement dit « césures lyriques » si on admet lire des alexandrins.

V2 - Et de braise, et mille meurtres, et les longs cris
2/ Et toute vengeance ? Rien !... – Mais si, toute encor,
V7 - Périssez, puissance, justice, histoire, à bas !
V15 - À nous ! Romanesques amis : ça va nous plaire.
V19 - Cités et campagnes ! – Nous serons écrasés!
NB : Seuls autres alexandrins de ce type dans l'œuvre de Rimbaud : « Sous les murs dont quelque pucelle eut la défense » (dans « Mémoire ») et « Ou l'ébat des anges, – le courant d'or en marche » (dans « Famille maudite », variante de « Mémoire »).
- Liste des M6 à voyelle 6 prétonique d'un mot (en gras) incluant la liste des M6 à voyelle 6 prétonique de morphème simple (en italique)[21].

V6 - Nous la voulons! Industriels, princes, sénats,
V12 - Des régiments, des colons, des peuples, assez !
V13 - Qui remuerait les tourbillons de feu furieux,
V16 - Jamais nous ne travaillerons, ô flots de feux !
V17 - Europe, Asie, Amérique, disparaissez!
V18 - Notre marche vengeresse a tout occupé,
NB : Rimbaud n'a composé que cinq alexandrins avec un enjambement de mot avant de composer « Qu'est-ce pour nous, mon cœur… » et « Famille maudite » / « Mémoire » (ce dernier en comportant deux).
- Liste des C6 : la sixième voyelle appartient à un proclitique.

V9 - Tout à la guerre, à la vengeance, à la terreur
V11 - Républiques de ce monde! Des empereurs,
V22 - Noirs inconnus, si nous allions ! allons ! allons !
- Cas problématique de C6 (selon B. de Cornulier, le « nous » à la césure ne serait pas un proclitique, mais un « nous » contrastif qu'on pourrait encadrer de virgules) :

V14 - Que nous et ceux que nous nous imaginons frères ?
- Cas particulier de C6, si on admet qu'il s'agit du début d'un alexandrin (non répertorié par Benoît de Cornulier) :

V25 - Ce n'est rien! j'y suis! j'y suis toujours!...
- Cas de P6 où la sixième voyelle appartient à une préposition monovocalique :

V10 - Mon Esprit ! Tournons dans la Morsure : Ah ! passez
NB : Les vers classés en C6 et P6 sont moins déviants que ceux classés en M6 et F6. Les alexandrins aux caractéristiques C6 ou P6 dans les alexandrins sont une invention de Victor Hugo (Cromwell, Marion Delorme, Ruy Blas) que Théodore de Banville et Charles Baudelaire ont amplifiée à partir de 1851.
Conclusion : cas à part du dernier vers, sur 24 vers, 11 vers sont fortement déviants (5 F6 et 6 M6), 4 ou 5 vers sont légèrement déviants (3 ou 4 C6, 1 P6). Seuls 8 ou 9 vers sont réguliers. En 2009, B. de Cornulier considère que « Qu'est-ce pour nous, mon cœur… » et Mémoire mélangent l'alexandrin régulier et des dodécasyllabes amétriques, mais il se refuse à des conclusions trop fermes et ne tranche pas vraiment la question de savoir s'il convient de quand même lire les vers déviants de ces deux poèmes comme des alexandrins, ou de les accepter comme amétriques.